# Dieudonné Espoir Atangana
Dieudonné Espoir Atangana (ur. 20 marca 1958 w Ngongo) – kameruński duchowny katolicki, biskup diecezji Nkongsamba od 2012.

## Życiorys

### Prezbiterat
Święcenia kapłańskie otrzymał 21 czerwca 1986. Inkardynowany do archidiecezji Jaunde, przez rok pracował jako wikariusz. W 1987, już jako prezbiter diecezji Obala, odbył w Rzymie studia z zakresu teologii dogmatycznej. W 1993 powrócił do kraju i rozpoczął pracę w seminarium w Jaunde (w 2002 został jego rektorem). W latach 2008–2011 kierował seminarium w Bertoua.

### Episkopat
26 maja 2012 papież Benedykt XVI mianował go biskupem ordynariuszem diecezji Nkongsamba. Sakrę otrzymał 14 lipca tego samego roku.